# Karl af Frankrig (1686-1714)
Karl af Frankrig, hertug af Berry (Charles de France, Duc de Berry) (31. juli 1686, Versailles - 5. maj 1714 sammesteds) var barnebarn af Ludvig 14. af Frankrig. Han var søn af Ludvig af Frankrig og Victoria af Bayern. 
Selv om han var et barnebarn af Ludvig XIV, blev han regnet som fils de France ("søn af Frankrig") i stedet for petit-fils de France ("sønnesøn af Frankrig"), da han var søn af tronarvingen. Han var også arving til Spaniens trone i syv år (1700–1707). 
Han blev gift med Marie Louise Élisabeth af Orléans 6. juli 1710. Hun var hans slægtning som datter af Filip II af Orléans og Françoise-Marie de Bourbon. Ægteskabet blev ikke særlig lykkeligt, og alle parrets børn døde i en tidlig alder.
Han døde efter at have pådraget sig indre skader under en jagt. Han ligger begravet i Klosterkirken Saint-Denis.